# Condado de Sisak-Moslavina
O Condado de Sisak-Moslavina (em croata: Sisačko-moslavačka županija) é um condado da Croácia. Sua capital é a cidade de Sisak.

## Divisão administrativa
O Condado está dividido em 6 Cidades e 13 Municípios.
As cidades são:
- Glina
- Hrvatska Kostajnica
- Kutina
- Novska
- Petrinja
- Sisak

Os municípios são:
- Donji Kukuruzari
- Dvor
- Gvozd
- Hrvatska Dubica
- Jasenovac
- Lekenik
- Lipovljani
- Majur (Croácia)
- Martinska Ves
- Popovača
- Sunja
- Topusko
- Velika Ludina